# Піла-Друга
Піла-Друга (пол. Piła Druga) — село в Польщі, у гміні Вренчиця-Велька Клобуцького повіту Сілезького воєводства.
Населення — 300 осіб (2011).
У 1975-1998 роках село належало до Ченстоховського воєводства.

## Демографія
Демографічна структура станом на 31 березня 2011 року:
|          | Загалом | Допрацездатний вік | Працездатний вік | Постпрацездатний вік |
| -------- | ------- | ------------------ | ---------------- | -------------------- |
| Чоловіки | 149     | 26                 | 100              | 23                   |
| Жінки    | 151     | 27                 | 81               | 43                   |
| Разом    | 300     | 53                 | 181              | 66                   |